# Lukáš Hartig
Lukáš Hartig (* 28. října 1976, Býchory) je český fotbalista, který působil v českém týmu Bohemians 1905. Prvoligovým fotbalistou se L. Hartig stal v třiadvaceti letech, když přijal nabídku pražského klubu Bohemians. Poté si ho do Sparty vybral trenér Jaroslav Hřebík. Prošel již dvěma zahraničními angažmá. Hrál za ruský Zenit Petrohrad a slovenský klub FC Artmedia Bratislava., nyní Lukáš hostuje v týmu FC Velim- I. A třída Stř. kraje.

## Úspěchy
- vicemistr české nejvyšší fotbalové ligy v ročníku 2001/02 s klubem AC Sparta Praha